# Philip Chapman
Philip Kenyon Chapman (Melbourne, 5 de março de 1935 — Arizona, 5 de abril de 2021) foi um engenheiro, piloto e ex-astronauta australiano-americano.

## Biografia
Chapman nasceu no dia 5 de março de 1935 em Melbourne, estado de Vitória, Austrália. Ele se formou no Colégio de Parramatta, em Parramatta, Nova Gales do Sul e fez ensino superior na Universidade de Sydney, se formando em 1956 em física e matemática. Nesse meio tempo, entre 1953 e 1955, fez parte da reserva da Real Força Aérea Australiana. Depois de se formar, Chapman trabalhou até 1957 para a Philips, em Sydney, juntando-se em seguida à Expedição de Pesquisa Antártica por dois anos.
Ele trabalhou de 1960 a 1961 como engenheiro eletro-óptico para a Canadian Aviation Electronics, em Dorval, província de Quebec, Canadá. Chapman então foi para os Estados Unidos estudar no Instituto de Tecnologia de Massachusetts, onde se formou em 1964 com um mestrado em aeronáutica e astronáutica e em 1967 com um doutorado em ciência da instrumentação. Ele continuou no Instituto, desta vez trabalhando em pesquisas eletro-ópticas, sistemas de inércia e teoria gravitacional.
Chapman foi selecionado astronauta em 1967 como parte do Grupo 6 da NASA. Passou por treinos acadêmicos e um curso de voo de 53 semanas na Base Aérea Randolph, no Texas. Chapman envolveu-se nas preparações para as missões de alunissagem do Programa Apollo, atuando de suporte como cientista de missão para a Apollo 14 em 1971. Ele deixou a NASA em julho de 1972, antes de participar de uma missão, devido a falta de oportunidades de voo para os astronautas-cientistas do Grupo 6.
Depois disso, Chapman trabalhou na Avco Everett e Arthur D. Little. Ele passou a se focar em empreendimentos espaciais comerciais a partir da década de 1980, procurando fundar empresas particulares para desenvolver produtos e serviços para negócios no espaço. Chapman continuou envolvido em questões científicas e espaciais.
Chapman faleceu no dia 5 de abril de 2021.